# 2005 في أوغندا
فيما يلي قوائم الأحداث التي وقعت خلال عام 2005 في أوغندا.

## سياسة

### تعيين في المنصب
- 13 يناير – سام كوتيسا Minister of Foreign Affairs of Uganda ‏.

## رياضة
- 1 يناير – دوري السوبر الأوغندي 2005 الفائز Police FC (Uganda) [الإنجليزية]‏.

## وفيات

### أكتوبر
- 10 أكتوبر – ميلتون أوبوتي (مواليد 1925) سياسي أوغندي.